# Navalvillar de Pela
Navalvillar de Pela ist ein Ort und eine Gemeinde (municipio) mit nur noch 4.345 Einwohnern (Stand: 2024) im Nordosten der spanischen Provinz Badajoz in der Autonomen Gemeinschaft Extremadura. Zur Gemeinde gehören neben dem Hauptort Navalvillar de Pela die Ortschaften Obando und Vegas Altas.

## Lage
Navalvillar de Pela liegt ca. 100 Kilometer ostnordöstlich von Mérida in einer Höhe von ca. 370 m in der Sierra de Pela. An der Nordgrenze der Gemeinde liegt die Talsperre Orellana; durch das Gemeindegebiet fließt der Río Guadalefra. Das Klima im Winter ist gemäßigt, im Sommer dagegen warm bis heiß; die eher geringen Niederschlagsmengen (ca. 481 mm/Jahr) fallen – mit Ausnahme der nahezu regenlosen Sommermonate – verteilt übers ganze Jahr.

## Bevölkerungsentwicklung
| Jahr      | 1970 | 1981 | 1991 | 2001 | 2011 | 2021 |
| Einwohner | 6125 | 5135 | 5082 | 4917 | 4833 | 4392 |

Der deutliche Bevölkerungsrückgang seit den 1950er Jahren ist im Wesentlichen auf die Mechanisierung der Landwirtschaft, die Aufgabe bäuerlicher Kleinbetriebe und den damit einhergehenden Verlust an Arbeitsplätzen zurückzuführen (Landflucht).

## Wirtschaft
Während das Umland über Jahrhunderte in hohem Maße landwirtschaftlich geprägt war und immer noch ist, ließen sich im Ort selbst auch Kleinhändler, Handwerker und Dienstleister aller Art nieder.

## Geschichte
Neben einer keltiberischen Siedlung aus dem siebten vorchristlichen Jahrhundert befand sich im Gemeindegebiet in späterer Zeit ein römischer Ort. Dies wird durch die Villa von Lacimurga deutlich. 

## Sehenswürdigkeiten
- römische Villa von Lacimurga
- Katharinenkirche von 1986
- Palast der Grafen von Ayala

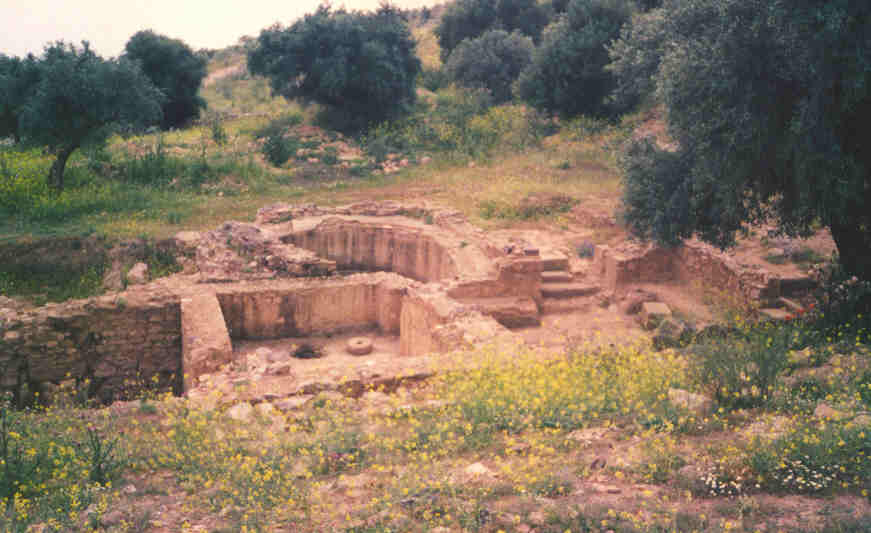
Villa romana von Lacimurga
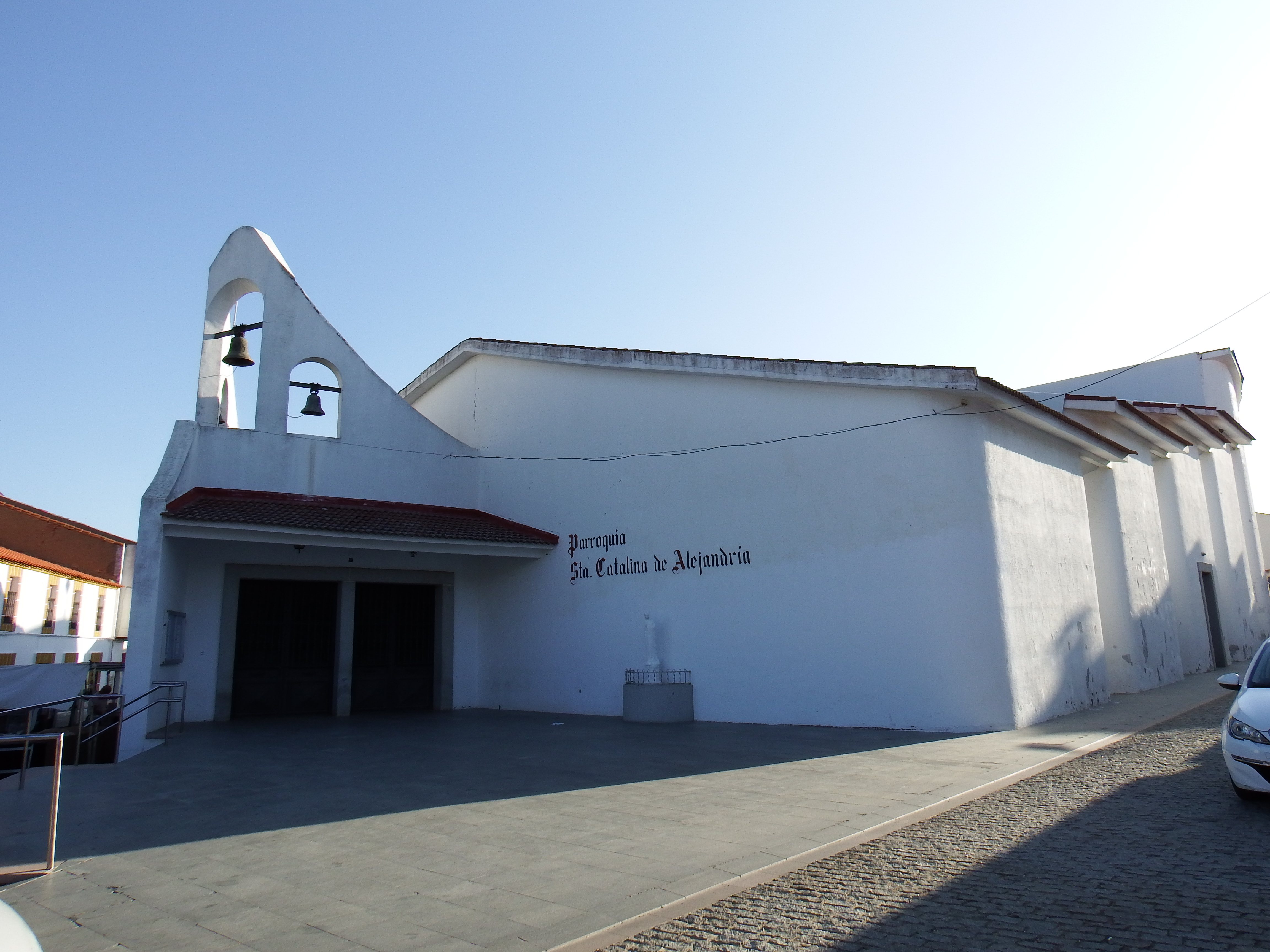
Katharinenkirche
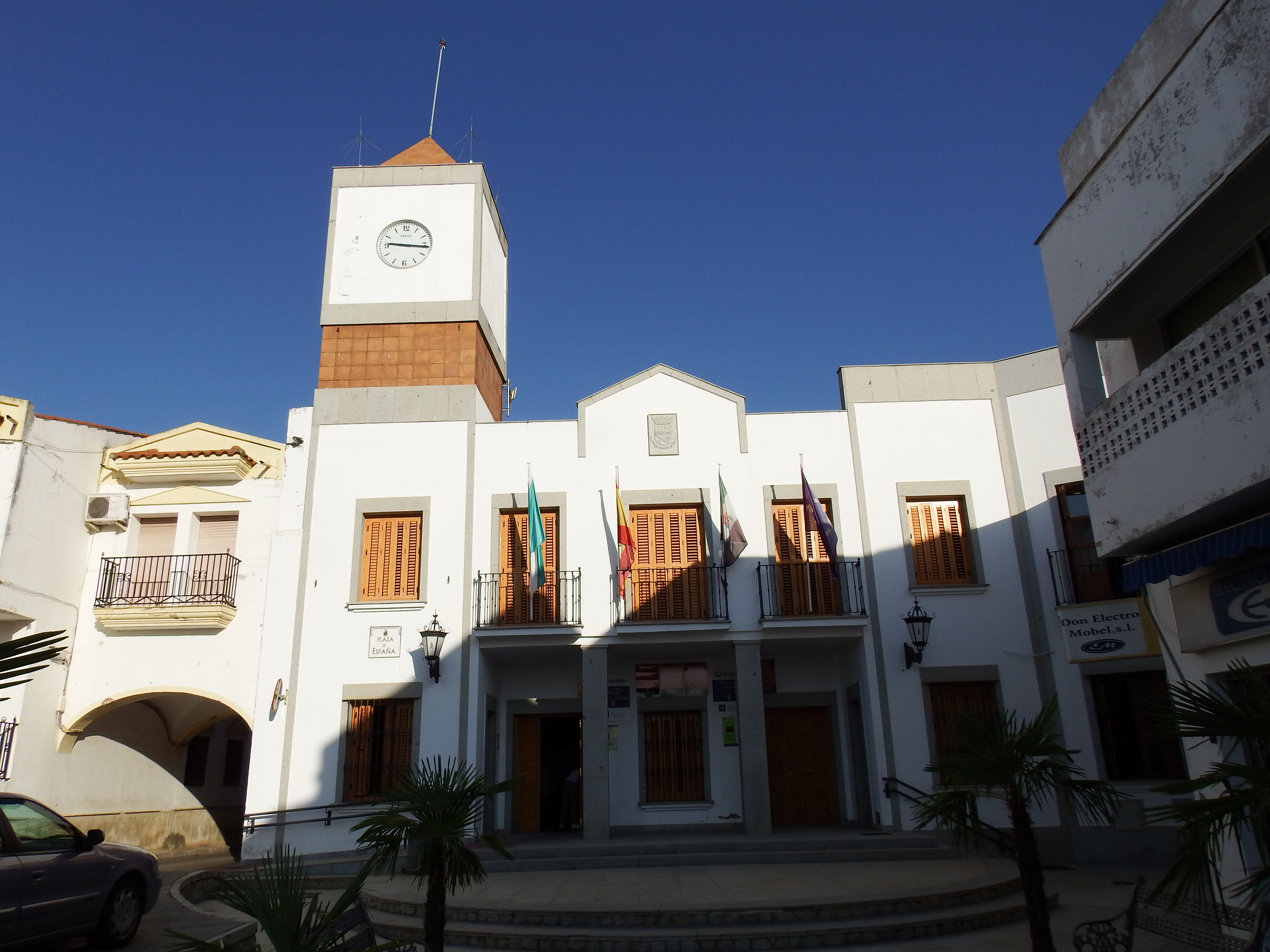
Rathaus